# Vincent de Couesnongle
Vincent de Couesnongle, né à Quimper le 13 septembre 1916 et mort à Toulouse le 1er juillet 1992, est un religieux dominicain français, maître de l'ordre des Prêcheurs de 1974 à 1983. 

## Biographie
Georges André Marie Joyaut de Couesnongle naît à Quimper le 13 septembre 1916. Il rentre dans l'ordre dominicain en 1935, et prend le nom de Vincent. Il est ordonné prêtre le 10 avril 1943.
Il est professeur de théologie morale, maître des novices et régent des études pour la province de Lyon.
Il collabore avec Le Corbusier à la construction du couvent Sainte-Marie de La Tourette,.
En 1974, il est élu comme Maître de l'ordre des Prêcheurs. 
Durant son mandat, le 16 juillet 1983, il reconnaît la Communauté de l'Agneau comme une branche de l'Ordre des Prêcheurs,. 
Il meurt le 14 juillet 1992 à Toulouse,.

## Publications
- Le Courage du futur, Cerf, coll. « Problèmes de vie religieuse », 1980, 176 p. (ISBN 9782204014946)